# Friedrich Facius
Friedrich Facius (* 17. August 1907 in Winzlar; † 10. Februar 1983 in Mannheim) war ein deutscher Archivar und thüringischer Landeshistoriker.

## Leben
Facius stammte aus einer seit dem 17. Jahrhundert bezeugten thüringischen Bauernfamilie. Nach dem Abitur studierte er ab 1927 Geschichte, Germanistik und Latein in Heidelberg, der  Berlin und Jena. Mit einer Doktorarbeit bei Willy Andreas promovierte er in Heidelberg zum Dr. phil. 1933 trat er den Vorbereitungsdienst für die Archivlaufbahn im Staatsarchiv Weimar an. Seit ihrer Begründung durch Armin Tille bildete die Thüringische Archivverwaltung ihre Referendare selbst aus. Als Archivrat leitete er von Weimar aus ab 1935 das Landesarchiv Altenburg, mit dessen Archivar Walter Grünert er zeitlebens befreundet war. 1939 wurde er Staatsarchivrat. Dem Hauptstaatsarchiv Weimar gehörte Facius nominell bis 1947 an, obwohl er – von Anfang an gegen die dortigen Verhältnisse nach 1945 misstrauisch – nach der Rückkehr aus dem Zweiten Weltkrieg den Dienst nicht antrat.
In der Nachkriegszeit übersiedelte er von Weimar nach Mannheim, wohin ihm seine Familie 1948 folgte. Von 1952 bis 1961 war er am neu begründeten Bundesarchiv Koblenz, anschließend Erster Staatsarchivrat an der Außenstelle des Hauptstaatsarchivs Stuttgart in Ludwigsburg. Dort wurde er 1962 Oberstaatsarchivrat. Die letzte Station seines Berufslebens war Freiburg im Breisgau. Als Archivdirektor führte er von 1967 bis 1972 den Aufbau der für Südbaden zuständigen Außenstelle Freiburg des Generallandesarchivs Karlsruhe fort, nachdem Karl Wellmer gestorben war.
Der Beruf des Vaters weckte Facius’ wissenschaftliches Interesse für Gärten und Parks des Barock, besonders in Altenburg und Wilhelmsthal. Dass Napoleon Bonaparte 1808 eine Hasenjagd auf dem Schlachtfeld von Jena und Auerstedt veranstaltet habe, widerlegte er durch sorgfältiges Quellenstudium.
Sein Nachlass befindet sich im Generallandesarchiv Karlsruhe.

## Mitgliedschaften
- Gesellschaft zur Förderung des Deutschen Rheinschifffahrtsmuseums in Mannheim
- Kirchengeschichtlicher Verein für das Erzbistum Freiburg
- Alemannisches Institut
- Kommission für geschichtliche Landeskunde in Baden-Württemberg
- Breisgau-Geschichtsverein Schau-ins-Land
- Wissenschaftlicher Arbeitskreis für Mitteldeutschland
- Fürst-Pückler-Gesellschaft

## Veröffentlichungen (Auswahl)
- Staat, Verwaltung und Wirtschaft in Sachsen-Gotha unter Herzog Friedrich II. (1691–1732). Eine Studie zur Geschichte des Barockfürstentums in Thüringen. Engelhardt-Reyher, Gotha 1933.
- Die Verwaltungsdrucksachen der thüringischen Staaten vom 18. Jahrhundert bis 1922. Bibliographische Übersicht der periodisch erschienenen amtlichen Veröffentlichungen, G. Fischer, Jena 1933.
- Allstedt. Die Geschichte der Stadtverfassung. Als Festgabe zur Tausendjahrfeier der Stadt Allstedt. In: Zeitschrift der Savigny-Stiftung für Rechtsgeschichte 57, 1937 (online).
- Der Altenburger Schloßgarten. Zur Geschichte seiner künstlerischen Gestaltung von 1592–1850. In: Thüringische Studien. Festschrift zur Feier des 250-jährigen Bestehens der Thüringischen Landesbibliothek Altenburg, Bonde, Altenburg 1936, S. 80–104.
- Thüringische Truppengeschichte. Bibliographie der thüringischen Regimenter und Bataillone vom 17. Jahrhundert bis 1918 (= Deutsches Städtebuch, Bd. 2). In: Zeitschrift für Thüringische Geschichte und Altertumskunde. N.F. Bd. 37, 1943, S. 149–217.[4]
- Staat und Wirtschaft im Deutschen Bund. 1959.
- Wirtschaft und Staat. Die Entwicklung der staatlichen Wirtschaftsverwaltung in Deutschland vom 17. Jahrhundert bis 1945. Boldt, Boppard a. Rh. 1959.
- mit Hans Booms, Heinz Boberach: Das Bundesarchiv und seine Bestände. Boldt, Boppard a. Rh. 1961; 3. Aufl. 1977.
- Hrsg. mit Karl Franz Reinking, Heinrich Schlick: Geistiger Umgang mit der Vergangenheit. Studien zur Kultur- und Staatengeschichte. Willy Andreas dargebracht von Schülern und Mitarbeitern. Belser, Stuttgart 1962.
- Hrsg. mit Jürgen Sydow: Aus Stadt- und Wirtschaftsgeschichte Südwestdeutschlands. Festschrift für Erich Maschke. Kohlhammer, Stuttgart 1975.
- Politische Geschichte in der Neuzeit (= Geschichte Thüringens, Bd. 5,2). Böhlau, Köln/Wien 1978.